# Clodoaldo Silva
Clodoaldo Francisco da Silva ORB • CavMM (Natal, 1 de fevereiro de 1979), conhecido como Tubarão das Piscinas, é um nadador paralímpico brasileiro filiado ao Partido Socialismo e Liberdade (PSOL).
Por conta de uma falta de oxigenação durante o parto ele nasceu com paralisia cerebral, o que afetou seus membros inferiores. Suas conquistas ajudaram o país a reconhecer o esporte de alto rendimento para pessoas com deficiência. O atleta possui 14 medalhas paralímpicas (6 ouros, 6 pratas e 2 bronzes) e acumula mais de 700 medalhas na sua carreira. Ele foi o responsável por acender a pira paralímpica nos Jogos Paralímpicos de Verão do Rio de Janeiro em 2016.

## Biografia
Após suas seis medalhas de ouro nos Jogos Paralímpicos de Verão de 2004, Clodoaldo foi condecorado entre 2005 e 2006 pelo presidente Luiz Inácio Lula da Silva respectivamente com a Ordem de Rio Branco no grau de Oficial suplementar e a Ordem do Mérito Militar no grau de Cavaleiro especial. Nos Jogos Paralímpicos de Verão de 2016, no Rio de Janeiro, Clodoaldo foi o escolhido para acender a pira olímpica na cerimônia de abertura. Em 18 de outubro de 2017, filiou-se ao Partido Socialismo e Liberdade (PSOL) na cidade do Rio de Janeiro.